# Sabrina Fiore
Sabrina Conce Fiore Canata Morinigo (født 17. april 1996) er en paraguayansk håndboldspiller, som spiller for UnC Concórdia og det paraguayanske landshold.
Hun repræsenterede Paraguay ved verdensmesterskabet i håndbold for kvinder i 2013 i Serbien, hvor det paraguayske hold blev placeret som nr. 21.